# Sogolon Planitia
Sogolon Planitia est une plaine située sur Vénus dans le quadrangle de Niobe Planitia. Elle a été nommée en référence à Sogolon Kondé, héroïne de l'épopée mandingue Soundiata, femme-bufflonne, et mère de géant.